# Simplex (administração)
Simplex (ou Programa de Simplificação Administrativa e Legislativa) é um pacote de medidas do Governo Português criado em 2006 para combater a burocracia, modernizar a administração pública, facilitar a vida das pessoas e dar às empresas a rapidez de que elas necessitam, simplificando a administração interna em todos os aspectos.
Em julho de 2020 o Governo apresentou o programa Simplex 20-21 e estimou que conseguirá fazer uma poupança de 190 milhões de euros com 58 das 158 medidas apresentadas. 

## Algumas medidas simplificativas
- A não necessidade de renovação anual de matricula dos alunos nos ensinos básico e secundário;
- A introdução de processos electrónicos de candidatura ao ensino superior público;
- A substituição e consolidação dos nove títulos de autorização de emprego e residência por um só (apenas aplicável a imigrantes do estrangeiro);
- A possibilidade de marcação de consultas nos hospitais por via electrónica, através dos centros de saúde;
- A dispensa, em determinadas circunstâncias, da comunicação, licenciamento e apreciação de obras no interior das nossas casas às Câmaras Municipais;
- A possibilidade de se preencher as Finanças online com a declaração de rendimentos pré-preenchida, podendo também fazer reclamações pela Internet;
- A criação, no Portal do Cidadão, de um ponto único de contacto para a procura e para a oferta de empregos no sector público online;
- A possibilidade de se pedir as reformas no sítio da Segurança Social;
- A possibilidade de um cidadão português no estrangeiro pedir informações e aceder a serviços sem ter de se deslocar a Portugal ou a um consulado;
- A possibilidade da leitura do Diário da República online, com a mesma validade legal que em papel;
- A possibilidade de se criarem Empresas na Hora, Marcas na Hora e Associações na Hora mediante simples apresentação numa conservatória, de uma forma mais rápida, podendo também requerer-se Empresas Online e Marcas Online;
- A eliminação da obrigatoriedade do pedido de certidões de inexistência de dividas quando se vai a outros serviços públicos, e a facultatividade das Escrituras Públicas;
- A consolidação de todos os regulamentos de segurança contra incendios em edificios;
- A possibilidade de alteração, início e cessação de actividade profissional online, em substituição das versões em papel, que teriam de ser apresentadas num dos serviços de atendimento da Segurança Social;
- A simplificação do licenciamento industrial;
- A extinção das licenças (declarações) de exportação em papel e sua respectiva substituição por uma declaração electrónica;
- A consulta das candidaturas às PAC online;
- A emissão rápida, em formato digital, de despachos portuários.

### Simplex + 2017
- Mapa do Comércio: Será criada uma base de dados, com referências geográficas, sobre todos os estabelecimentos comerciais e de serviços existentes no país. Com ligação ao Balcão do Empreendedor, permitirá ao Estado avaliar e monitorizar o setor do comércio e serviços, e aos empresários detetar oportunidades de negócios ou perceber quais as zonas onde já não vale a pena investir.
- Pagamento do IMI mais simples: A ideia é, a partir de 2018, facilitar o pagamento do Imposto Municipal sobre Imóveis (IMI) em prestações, comunicando logo na primeira notificação as referências para pagamento de todas as seguintes.
- 112 com coordenadas no telemóvel: Vai ser implementada em Portugal uma tecnologia que, aplicada aos smartphones, permitirá o reconhecimento de uma chamada de emergência para o número 112, ativando os serviços de geolocalização e enviando automaticamente, via SMS, as coordenadas de localização para o Centro Operacional 112. Sem que a pessoa tenha necessidade de explicar onde se encontra. E 4.000 vezes mais preciso que o actual “método Cell ID” em funcionamento em Portugal.
- Balcão único para estudantes: A ideia é a facilitar, através de uma aplicação móvel, o acesso aos serviços da Direcção-Geral do Ensino Superior (DGES) por parte dos estudantes, possibilitando que, num único local, possam consultar dados e notificações, por exemplo sobre o acesso a cursos ou bolsas.
- Plataforma para Refugiados: Será criado um espaço com informação sobre os currículos e formação em geral de refugiados que cheguem a Portugal. A ideia é ter um espaço que empresários interessados em oferecer oportunidades de trabalho possam consultar.
- Matrícula na hora: Um sistema online de atribuição automática de matrículas de automóveis. O novo sistema está prometido para o terceiro trimestre de 2018.
- Boletim de saúde na Internet: Outra medida para o segundo trimestre de 2018: a criação de um boletim de saúde online, o Eboletim, que ficará disponível no portal do Serviço Nacional de Saúde. Associado a ele, serão emitidos digitalmente os cheques-dentista a enviar por SMS ou por email aos encarregados de educação.
- Agendamentos online na Justiça: Serviços como o Casa Pronta, heranças e divórcios com partilha de bens, casamentos, divórcios, processos especiais de registo civil, nacionalidade, rectificações e justificações, tudo isso poderá ser agendado através da Internet, num serviço que será criado para o efeito e que está prometido para o primeiro trimestre de 2018.
- O Simplex + 2017 propõe também que as provas de aferição passem a ser feitas online já no ano lectivo de 2018/2019. Além de toda a simplificação, o objectivo é também reduzir custos.

## Lugar no ranking comunitário[1]
No ranking dos 28 países da União Europeia sobre os Programas de Simplificação Administrativa, Portugal está no topo da lista, comparativamente a 2006:
- na categoria Disponibilidade de Serviços Online, passou do 10º lugar para o 3º lugar, apenas ultrapassado pela Áustria (1º) e Malta (2º);
- na categoria Sofisticação dos Serviços Online, passou do 11º lugar para o 4º lugar, apenas ultrapassado por Malta, pela Eslovénia e pela Áustria.

A percentagem da Disponibilidade Nacional de Serviços Online dirigidos às empresas (pessoas colectivas) é de 100% (enquanto a média da UE é de 71%) e aos cidadãos é de 75% (enquanto a respectiva média é de 50%).
A Sofisticação Nacional dos Serviços Online dirigidos às empresas é também de 100% (a respectiva média é de 84%) e aos cidadãos é de 84% (a respectiva média é de 70%).